# Anastasiya Skryabina
Anastasiya Skryabina (Lviv, 10 mei 1985) is een Oekraïens voormalig alpineskiester. Ze nam eenmaal deel aan de Olympische Winterspelen, maar behaalde geen medaille.

## Carrière
Skryabina maakte haar wereldbekerdebuut in november 2007 tijdens de reuzenslalom in Panorama. Ze behaalde nooit punten in een wereldbekermanche.
Op de Olympische Winterspelen 2010 in Vancouver nam ze deel aan de slalom, super G en de reuzenslalom. Op de super G eindigde ze 34e.

## Resultaten

### Wereldkampioenschappen
| Jaar | Plaats      | Resultaten                               |
| ---- | ----------- | ---------------------------------------- |
| 2007 | Åre         | 41e Slalom 52e Reuzenslalom              |
| 2009 | Val-d'Isère | 32e Super G 38e Slalom DNF1 Reuzenslalom |

### Olympische Spelen
| Jaar | Plaats    | Resultaten                                |
| ---- | --------- | ----------------------------------------- |
| 2010 | Vancouver | 34e Super G DNF2 Slalom DSQ1 Reuzenslalom |